# ぢごぷり
『ぢごぷり』は、木尾士目による日本の漫画。『月刊アフタヌーン』（講談社）にて、2008年7月号から2010年8月号まで連載された。単行本は全2巻。タイトルの「ぢごぷり」とは、「地獄から来たプリンセス」の略。
10代のシングルマザーである沖浦あゆみと、双子の妹のかなめによる子育てを描いた育児漫画である。この作品は、作者である木尾士目の育児経験がベースとなっている。子育ての楽しさよりも、赤ちゃんの夜泣き・排泄物の処理等、その苦労が強調されており、それに伴って母親であるあゆみが育児ノイローゼに陥っていく様が克明に描かれている。序盤では何故姉妹だけで生活・育児をしているのかなどは触れられないまま話は進行するが、終盤に至って、愛した男性であり、幼馴染の同級生で同じく画家志望の沖浦瞬介が病気により早世することが分かったため、その忘れ形見を授かろうとしたことなどがあかされていく。育児に悩み、ノイローゼを日々募らせていったあゆみは、いつしか愛の結晶であるはずの娘に憎悪や殺意さえも抱くようになり、葛藤する様が描かれている。
単行本のカバー裏には作者の代表作『げんしけん』のキャラクターが登場する。

## 登場人物
沖浦 あゆみ（おきうら あゆみ）
ヒロイン。夢子の母親。旧姓日野。18歳のシングルマザー。元・東京芸術専門大学日本画科志望。落ち着いていて大人しい性格。真面目で完璧主義な気質な為、育児ノイローゼにかかってしまう。
日野 かなめ（ひの かなめ）
あゆみの双子の妹。あゆみと同居し、育児を手伝う。ゴスロリ風の服装を好む。マンガ家志望。あゆみと顔はそっくりだが性格は正反対でぬけているところがある。しかし、いざという時はあゆみよりしっかりもので姉を常にサポートする。瞬介のことが好きだったが、瞬介が選んだのがあゆみだった為それを許した。
花森 姫乃（はなもり ひめの）
瞬介を愛する美術部員の5人の女性の一人。あゆみと同学年。東京芸術専門大学洋画科志望。
四ノ宮 志摩（しのみや しま）
5人の一人。同学年。東京芸術専門大学洋画科志望。後に予備校にも行かずに現役合格する。
山吹 円（やまぶき まどか）
5人の一人。あゆみ達より一年後輩。東京芸術専門大学彫塑科志望。
瀬能 ななみ（せのう ななみ）
1年先輩の美術部員。地元の大きな神社の娘で猫耳（詳細不明）。書道科現役合格。
沖浦 夢子（おきうら ゆめこ）
あゆみの娘。誕生日は3月13日。最終回では18歳になった高校生の姿が見られるが、あゆみの高校生の時に瓜二つであるため母親似である。しかし、その姿は現実では無く夢の中の出来事である。
沖浦 瞬介（おきうら しゅんすけ）
あゆみの夫で夢子の父。日野姉妹とは幼馴染。高校3年生次の8月17日に病没。洋画科志望。日本画の大家で二代に渡る文化勲章受章者・多岐川鳳稔の孫・鳳笙の曾孫。四ノ宮志摩に「4浪5浪は当たり前、といわれる超難関の東京芸術専門大学に現役合格しかねない人間」と評される非凡な才能を持ち、5人の女性は瞬介の才能に触れるために予備校よりも美術部にいることを優先していた。生前、自らの死後のあゆみ母子の生活費のため贋作の製作に手を染めていた。
大家さん
藤森
助産婦。
柊 弥生（ひいらぎ やよい）
三児（颯斗・聖斗・優斗）の母。優斗は夢子と同じ3月生まれ。

## 書誌情報
- 木尾士目 『ぢごぷり』 講談社〈アフタヌーンKC〉、全2巻
  1. 2009年5月22日初版発行（同日発売）、ISBN 978-4-06-314567-0
  2. 2010年7月23日初版発行（同日発売）、ISBN 978-4-06-310683-1